# Iizasa Ienao
Iizasa Chōisai Ienao (飯篠 長威斉 家直?   c.1387 – 1488) fue el fundador de Tenshin Shōden Katori Shintō-ryū el cual es un koryū, arte marcial japonés tradicional. Su nombre póstumo budista es Taiganin-den-Taira-no-Ason-Iga-no-Kami-Raiodo-Hon-Daikoji.
La propia TSKSR indica el año de 1387 como el de nacimiento de su fundador, sin embargo, Watatani (1967) especula que un año entre 1417 y 1420 sería más aproximado históricamente.
Iizasa Ienao fue un respetado espadachín de kenjutsu que sirvió a la familia Chiba, en lo que hoy se conoce como prefectura de Chiba en Japón. Cuando su ciudad fue destruida, se instaló cerca del templo sintoísta Katori. En 1447 fundó la escuela TSKSR en ese templo.
De acuerdo a la tradición, Ienao, recibe de un kami (dios) un pergamino que contenía la descripción divina de técnicas marciales y estrategias de guerra, llamado “Mokuroku”. Dicho pergamino aún se mantiene guardado dentro del templo. Las técnicas descriptas han sido practicadas estrictamente al pie de la letra por los integrantes de esta escuela desde la antigüedad. A lo largo de su existencia han visitado el templo grandes personajes de la historia de Japón, como Oda Nobunaga, Toyotomi Hideyoshi y Miyamoto Musashi.

## El nombre de la escuela
La denominación de la escuela se origina en el nombre de la ciudad de Katori, donde se localiza el templo Katori Dai-Jingu, ryū, significa escuela, y Tenshin Shoden porque fue transmitido por los dioses del cielo: Ten (cielo), Shin (correcto), Sho (verdad), y Den (transmitido).